# The Emperor Wears No Clothes
The Emperor Wears No Clothes è un libro del 1985 scritto da Jack Herer, celebre attivista americano per la depenalizzazione della cannabis. Dopo la pubblicazione negli anni ottanta divenne in poco tempo un best seller, e rimane oggi uno dei testi più conosciuti del cospirazionismo contro la cannabis. Inedito in Italia, ne circola su Internet una versione tradotta in Italiano amatorialmente.

## Contenuti
Citando dal retro della copertina:

## Critiche
Il contenuto è stato ampiamente criticato per le inesattezze, a partire dal confondere il tipo e la quantità di fibra ricavabile dalla pianta e di conseguenza i suoi utilizzi industriali, per continuare con le ricostruzioni di fatti basate su ipotesi di fantasia.
Alcuni giornalisti scientifici fanno notare che William Randolph Hearst, indicato come il principale autore del complotto, non controllava la produzione della cellulosa a scopo di rivendita, ma oltre ad essere produttore ne era anche il maggior consumatore degli USA per le necessità del suo impero editoriale e, quando il prezzo aumentò da $40 a tonnellata a oltre $50 alla fine degli anni trenta, si indebitò profondamente; per cui l'introduzione di un materiale alternativo a basso prezzo era invece di suo interesse.
Inoltre, fecero notare come siano esagerati i possibili usi della pianta e il suo interesse economico, per cui il record di coltivazione della canapa fu di 14 000 acri, quindi una produzione residuale a confronto dei circa 10 milioni per il cotone e svariati milioni di acri per il legno.
Nel 1937, poco prima della Marihuana Tax Act la coltivazione della canapa si era ridotta a 1300 acri di canapa a causa del crescente utilizzo del cotone nell'industria tessile. La produzione nel 1937 era di circa 2 t, di cui la metà per la produzione di corde, destinata a ridursi ulteriormente causa il brevetto di quell'anno stesso del nylon.
Durante la seconda guerra mondiale il governo USA rilassò la politica proibizionista ed incoraggiò gli agricoltori del midwestern a riprendere la coltivazione, che fu utilizzata anche per forniture militari. Nel 1943 la produzione raggiunse i 146 200 acri.
Lo stesso paracadute che utilizzò George H. W. Bush, quando era un giovane pilota della U.S. Navy, per salvarsi dal suo aereo in fiamme, era probabilmente stato fabbricato con questa canapa. L'ultimo campo a coltivazione commerciale fu nel Wisconsin nel 1957.